# Ontochariesthes unicolor
Ontochariesthes unicolor är en skalbaggsart som först beskrevs av Stefan von Breuning 1953.  Ontochariesthes unicolor ingår i släktet Ontochariesthes och familjen långhorningar.
Artens utbredningsområde är Angola. Inga underarter finns listade i Catalogue of Life.